# Hayate the Combat Butler
Hayate the Combat Butler (ハヤテのごとく! Hayate no Gotoku!?) är en japansk mangaserie, skriven och illustraterad av Kenjiro Hata, en pojke som arbetar som butler, och hans arbetsgivare. Shogakukan har släppts i 29 volymer i Japan. Licens till den engelskspråkiga uutgåvan har Viz Media för distribution i Nordamerika.